# 川上忠実
川上 忠実（かわかみ ただざね）は、安土桃山時代から江戸時代前期にかけての武将。佐土原藩士。薩摩国島津氏の陪臣。

## 略歴
永禄6年（1563年）、川上忠光の子として誕生。父・忠光は川上将久の次男（四男とも）で、島津忠良の次男・忠将の家老を務め、忠実は忠将の子である島津以久の臣下となった。
天正12年（1584年）の沖田畷の戦いで奮戦し、龍造寺右衛門大夫（龍造寺家就か?）を討ち取る大功を上げる。文禄・慶長の役の際は以久の嫡子・彰久の供をして朝鮮に渡海したが、彰久が唐島で病死したため忠実がその軍代として彰久勢を指揮する事となった。
慶長3年（1598年）9月27日、泗川古城に300余で在番していた所へ明軍が大挙して襲撃してきたため、翌未明に泗川新城への退去を決行する。忠実らは鉄砲を放ちながら退去するも、畦道であったため敵の追い討ちに遭い150余人が討ち死に、忠実も36ヶ所の矢傷を被り乗馬も射抜かれるが、海老原越後の家臣・市助が敵の馬を奪って忠実に与え、更に伊勢貞昌が出迎えの兵を出した御蔭で、無事に泗川新城への入城が叶った。この功により、島津義弘より景光作の脇差を賜っている。また、直後の泗川の戦いでも大功を上げ、帰国後に義弘・忠恒父子より馬2頭を、以久より500石を賜った。
慶長5年（1600年）の関ヶ原の戦いにも参加し、義弘の供をして無事に薩摩へ戻った。慶長15年（1610年）、佐土原藩主となっていた以久が死去した際は、以久の孫・久信が藩を相続できるよう山口直友の元へ請願に出向いている。
元和9年（1623年）、死去。享年61。